# Гикау
Гикау (нем. Giekau) — община в Германии, в земле Шлезвиг-Гольштейн. 
Входит в состав района Плён. Подчиняется управлению Лютенбург-Ланд.  Население составляет 1115 человек (на 31 декабря 2010 года). Занимает площадь 32,8 км².